# Intention (原由実の曲)
「intention」（インテンション）は、原由実の3枚目のシングル。2013年7月24日に5pb.Recordsから発売された。前作「蛍火」から約4ヶ月でのリリースとなる2013年2作目のシングル。

## 概要
表題曲は小説『オーバーロード4 蜥蜴人の勇者たち』 のドラマCD主題歌として、カップリング曲「Blue Moon」はPS3 & Xbox 360用ソフト『ファントムブレイカー：エクストラ』 のオープニングテーマとしてそれぞれ起用された。
DVD付盤と通常盤の2タイプでのリリースで、前者には「intention」のMusic Clipを収録したDVDが同梱されている。発売前には原がCD製造工場へ訪問し、出荷前のCD（DVD付盤と通常盤それぞれ10枚ずつ）へのサインを行った。

### キャッチコピー
さそり火が示す、その意志の先に…

## 収録曲
| #         | タイトル                    | 作詞      | 作曲      | 編曲       | 時間  |
| --------- | --------------------------- | --------- | --------- | ---------- | ----- |
| 1.        | 「intention」               | 濱田智之  | 濱田智之  | 橋本由香利 | 5:12  |
| 2.        | 「Blue Moon」               | HIDETO    | Johnny.k  | Johnny.k   | 4:15  |
| 3.        | 「splash mind」             | 夏瞳      | 宮崎誠    | 宮崎誠     | 4:20  |
| 4.        | 「intention -off vocal-」   |           |           |            | 5:11  |
| 5.        | 「Blue Moon -off vocal-」   |           |           |            | 4:15  |
| 6.        | 「splash mind -off Vocal-」 |           |           |            | 4:19  |
| 合計時間: | 合計時間:                   | 合計時間: | 合計時間: | 合計時間:  | 27:35 |

| #  | タイトル                      | 作詞 | 作曲・編曲 |
| -- | ----------------------------- | ---- | ---------- |
| 1. | 「intention （music video）」 |      |            |
| 2. | 「intention （making）」      |      |            |